# Robert Rosenberg (spisovatel)
Robert Rosenberg (1951 Boston – 25. října 2006 Tel Aviv) byl izraelským spisovatelem, novinářem a básníkem.
Narodil se v Bostonu v roce 1951. Většinu svého dospělého života strávil v Tel Avivu, kde 24. října 2006 zemřel na rakovinu.
Rosenberg je autorem několika detektivek, také spolupracoval s Moshem "Muki" Betzerem na knize Secret Soldier. The autobiography of Israel's Greatest Commando.

### Vlastní dílo
- The Cutting Room: An Avram Cohen Mystery (1993)
- House of Guilt. Charles Scribner's Sons (1996)
- Crimes of the City (2001)
- An Accidental Murder: An Avram Cohen Mystery (2002)

### Jako spoluautor
- Secret Soldier. The autobiography of Israel's Greatest Commando – s Moshem Betserem (1996)